# Kummersdorfer Heide/Breiter Steinbusch
Das Naturschutzgebiet Kummersdorfer Heide/Breiter Steinbusch liegt auf dem Gebiet der Gemeinden Am Mellensee und Nuthe-Urstromtal und der Stadt Trebbin im Landkreis Teltow-Fläming in Brandenburg.
Das aus zwei Teilflächen bestehende Gebiet mit der Kenn-Nummer 1243 wurde mit Verordnung vom 8. Juli 2009 unter Naturschutz gestellt. Das rund 1002 ha große Naturschutzgebiet erstreckt sich nordwestlich und südwestlich von Sperenberg, einem Ortsteil der Gemeinde Am Mellensee. Westlich verläuft die B 101 und östlich die Landesstraße L 70.